# Alfred Fitch
Alfred Fitch (Estados Unidos, 1 de diciembre de 1912-17 de febrero de 1981) fue un atleta estadounidense, especialista en la prueba de 4x400 m en la que llegó a ser subcampeón olímpico en 1936.

## Carrera deportiva
En los JJ. OO. de Berlín 1936 ganó la medalla de plata en los relevos 4x400 metros, con un tiempo de 3:11.0 segundos, llegando a meta tras Reino Unido (oro) y por delante de Alemania (bronce), siendo sus compañeros de equipo: Robert Young, Edward O’Brien y Harold Cagle.